# Siemion Nomokonow
Siemion Daniłowicz Nomokonow, ros. Семён Данилович Номоконов (ur. 12 sierpnia 1900 we wsi Dielun, zm. w 1973) – radziecki snajper, uczestnik II wojny światowej.

## Życiorys
Urodził się 12 sierpnia 1900 we wsi Dielun. Pochodził z plemienia Ewenków, autochtonicznych mieszkańców Syberii. Już w wieku 7 lat nauczył się strzelać z broni palnej. Przed podjęciem pracy jako stolarz, polował w tajdze głównie na jelenie i łosie. Po ataku Niemiec na Związek Radziecki został powołany w szeregi Armii Czerwonej, gdzie jako stolarz miał wytwarzać kule inwalidzkie. Gdy wykryto u niego zdolności strzeleckie i sprawne posługiwanie się karabinem, został skierowany na front. Służył jako snajper i instruktor strzelectwa, a jego szlak bojowy prowadził przez Karelię, Ukrainę i Prusy Wschodnie. Był ośmiokrotnie ranny. W walce z Niemcami zaliczono mu 360 trafień. Po rozbiciu III Rzeszy został przerzucony do Mandżurii, w związku z wojną radziecko-japońską. Tam jako snajper zastrzelił 7 lub 8 żołnierzy japońskich, uzyskując łącznie 367 trafień. 
Po zakończeniu wojny pracował jako stolarz. Zmarł latem 1973 w pobliżu Niżnego Stanu.

## Ordery i odznaczenia
- Order Lenina
- Order Czerwonego Sztandaru
- Order Czerwonej Gwiazdy i inne[3].